# Matthias Führer
Matthias Führer (* 19. März 1994 in Wien) ist ein ehemaliger österreichischer Handballspieler.

## Karriere
Der gebürtige Wiener begann im Alter von neun Jahren bei W.A.T. Atzgersdorf Handball zu spielen. Wechselte aber bereits nach einem halben Jahr zu Union West Wien.  Als Jugendspieler konnte sich der Linkshänder sechsmal einen österreichischen Meistertitel sichern. 2011 debütierte Führer in der ersten Mannschaft der SG Handball West Wien. Zwischen 2021/22 und 2022/23 lief der Außenspieler für den UHK Krems auf.
Führer wurde bereits einmal in den Kader des österreichischen Nationalteams einberufen.

## Sonstiges
Neben seiner Handball-Karriere studiert der Wiener Sportwissenschaft. Von 2019 bis zu seinem Abgang 2021 war Führer, neben seiner Rolle als Spieler, auch als Büroleiter für die SG Handball West Wien tätig.

## HLA-Bilanz
| 2012/13   | SG Handball West Wien                                           | HLA                                                             | 0                                                               | 0/0                                                             | 0                                                               |                                                                 |                                                                 |                                                                 |                                                                 |                                                                 |
| 2013/14   | SG Handball West Wien                                           | HLA                                                             | 34                                                              | 0/0                                                             | 34                                                              |                                                                 |                                                                 |                                                                 |                                                                 |                                                                 |
| 2014/15   | SG Handball West Wien                                           | HLA                                                             | 91                                                              | 0/0                                                             | 91                                                              |                                                                 |                                                                 |                                                                 |                                                                 |                                                                 |
| 2015/16   | SG Handball West Wien                                           | HLA                                                             | 47                                                              | 0/0                                                             | 47                                                              |                                                                 |                                                                 |                                                                 |                                                                 |                                                                 |
| 2016/17   | SG Handball West Wien                                           | HLA                                                             | 37                                                              | 0/0                                                             | 37                                                              |                                                                 |                                                                 |                                                                 |                                                                 |                                                                 |
| 2017/18   | SG Handball West Wien                                           | HLA                                                             | 72                                                              | 0/0                                                             | 72                                                              |                                                                 |                                                                 |                                                                 |                                                                 |                                                                 |
| 2018/19   | SG Handball West Wien                                           | HLA                                                             | 56                                                              | 0/0                                                             | 56                                                              |                                                                 |                                                                 |                                                                 |                                                                 |                                                                 |
| 2019/20   | Saison aufgrund der COVID-19-Pandemie in Österreich abgebrochen | Saison aufgrund der COVID-19-Pandemie in Österreich abgebrochen | Saison aufgrund der COVID-19-Pandemie in Österreich abgebrochen | Saison aufgrund der COVID-19-Pandemie in Österreich abgebrochen | Saison aufgrund der COVID-19-Pandemie in Österreich abgebrochen | Saison aufgrund der COVID-19-Pandemie in Österreich abgebrochen | Saison aufgrund der COVID-19-Pandemie in Österreich abgebrochen | Saison aufgrund der COVID-19-Pandemie in Österreich abgebrochen | Saison aufgrund der COVID-19-Pandemie in Österreich abgebrochen | Saison aufgrund der COVID-19-Pandemie in Österreich abgebrochen |
| 2020/21   | SG Handball West Wien                                           | HLA                                                             | 19                                                              | 0/0                                                             | 19                                                              |                                                                 |                                                                 |                                                                 |                                                                 |                                                                 |
| 2012–2021 | gesamt                                                          | HLA                                                             | 356                                                             | 0/0                                                             | 356                                                             |                                                                 |                                                                 |                                                                 |                                                                 |                                                                 |

## Erfolge
- UHK Krems
  - Österreichischer Meister 2021/22